# Homoplexis planimargo
Homoplexis planimargo är en fjärilsart som beskrevs av W. Warren 1906. Homoplexis planimargo ingår i släktet Homoplexis och familjen Uraniidae. Inga underarter finns listade i Catalogue of Life.